# Maria Guida
Maria Guida (Vico Equense, 23 januari 1966) is een voormalige Italiaanse langeafstandsloopster, die was gespecialiseerd in de marathon. Ze werd Europees kampioene en Italiaans kampioene in deze discipline.

## Loopbaan
Maria Guida begon haar sportcarrière als baanatlete. In 1991 werd ze voor de eerste maal Italiaans kampioene op de 10.000 m. Van 1993 tot 1996 volgden nog vier van deze titels. In 2001 voegde ze een zesde titel op deze afstand toe aan haar palmares. Op de wereldkampioenschappen van 1993 in Stuttgart behaalde ze een twaalfde plaats in 32.15,34. Op de Europese kampioenschappen van 1994 in Helsinki liep ze een nationaal record op de 10.000 m van 31.42,14 en werd hiermee zesde. In het jaar erop werd ze op de WK in Göteborg vierde in 31.27,82.
In 1996 vertegenwoordigde Guida Italië op de Olympische Spelen van Atlanta op de 10.000 m. Ze liep in de voorrondes 31.55,35 en kwalificeerde zich hiermee voor de finale. Wegens een achillespeesblessure ging ze in de finale niet van start. Vier jaar later kon ze niet starten op de olympische marathon, doordat ze twee dagen voor de Spelen haarscheurtjes kreeg in haar scheenbeen.
In haar periode als baanatlete nam ze ook aan verschillende wegwedstrijden deel. Ze werd in 1994, 1999 en 2002 Italiaans kampioene op de halve marathon Op het wereldkampioenschap halve marathon 1998 behaalde ze een vijftiende plaats en werd met haar team zesde. In 2002 werd ze 30e en met haar team opnieuw zesde.
In 1992 maakte Maria Guida haar marathondebuut. Later zou ze zich past echt toeleggen op deze afstand. In 1999 schreef ze drie marathons op haar naam: Busseto, Turijn en Carpi. In 2001 won ze de marathon van Rome. Op de EK van 2002 in München behaalde ze de grootste overwinning van haar atletiekcarrière. Met 2:26.05 benaderde ze haar persoonlijk record en won de wedstrijd met bijna een minuut voorsprong op de Duitse atletes Luminita Zaituc en Sonja Oberem.

## Titels
- Europees kampioene marathon - 2002
- Italiaans kampioene 10.000 m - 1991, 1993, 1994, 1995, 1996, 2001
- Italiaans kampioene halve marathon - 1994, 1999, 2002
- Italiaans kampioene marathon - 2002
- Italiaans kampioene veldlopen (lange afstand) - 1994

## Persoonlijke records
Baan
| Onderdeel | Prestatie        | Datum           | Plaats   |
| --------- | ---------------- | --------------- | -------- |
| 3000 m    | 8.54,59          | 8 juni 1994     | Rome     |
| 5000 m    | 14.58,84         | 5 juni 1996     | Rome     |
| 10.000 m  | 31.27,82 (ex-NR) | 9 augustus 1995 | Göteborg |

Weg
| Onderdeel      | Prestatie | Datum            | Plaats  |
| -------------- | --------- | ---------------- | ------- |
| halve marathon | 1:09.00   | 12 juni 2000     | Malmö   |
| 30 km          | 1:43.12   | 10 augustus 2002 | München |
| marathon       | 2:25.57   | 10 oktober 1999  | Carpi   |

## Palmares

### 3000 m
- 1983: 5e Italiaanse kamp. in Rome - 9.42,28
- 1984:  ITA-GER-FRA-NED-BEL-IRL-SUI Junior Meeting in Amsterdam - 9.38,83
- 1987:  Italiaanse kamp. in Rome - 9.19,40
- 1987: 4e Viareggio - 9.16,36
- 1989:  Formia Meeting - 9.03,50
- 1989:  Italiaanse kamp. in Cesenatico - 9.04,50
- 1989:  Europacup B in Strasbourg - 9.14,46
- 1989:  Grosseto Meeting - 9.08,76

### 5000 m
- 1988:  Italy vs Oost-Duitsland in Neubrandenbourg - 16.06,07
- 1994: 4e Copenhagen Games - 15.40,96
- 1995:  ITA-KEN-RSA Meeting in Cape Town - 15.35,55
- 1995: 5e Weltklasse Köln - 15.04,13
- 1996: 4e Golden Gala - 14.58,84
- 1996:  Europacup in Lissabon - 15.43,45

### 10.000 m
- 1991:  Italiaanse kamp. in Turijn - 34.04,22
- 1993: 12e WK - 32.15,34
- 1994:  Italiaanse kamp. in Brescia - 32.57,28
- 1994: 6e EK - 31.42,14
- 1995:  Italiaanse kamp. in Caserta - 32.10,63
- 1995:  Europacup - 32.01,75
- 1995: 4e WK - 31.27,82
- 1996:  Italiaanse kamp. in Pietrasanta - 31.53,55
- 1996: DNS OS (in serie 31.55,35)
- 1998: 11e EK in Boedapest - 32.39,16
- 2001:  Italiaanse kamp. in Camaiore - 33.39,33
- 2002:  Italiaanse kamp. in Valmontone - 32.36,93

### 5 km
- 1993:  Notturna Città di Guastalla - 16.17
- 1995:  Giro Media Blenio in Dongio - 16.34
- 1995: 4e Corsa Internacional di San Silvestro in Bolzano - 16.16
- 1996:  Scalata al Castello in Policiano - 17.04
- 2002:  Scalata al Castello in Arezzo - 16.56

### 10 km
- 1991:  Best Woman in Fiumicino - 33.11
- 2001:  Avon Running Milano in Milaan - 33.25
- 2002:  Diecimila Della Pasquetta in Gualtieri - 33.02
- 2002:  Avon Running Milano in Milaan - 33.48
- 2003:  Salso-Fidenza - 33.30

### 15 km
- 1984:  Spaccanapoli in Napels - 56.50
- 1988: 43e WK in Adelaide - 54.14
- 1990: 25e WK in Dublin - 52.24,7

### halve marathon
- 1992: 24e WK - 1:12.26
- 1994: 4e halve marathon van Lissabon - 1:10.20
- 1994:  halve marathon van Milaan - 1:10.29
- 1995:  halve marathon van Pistoia - 1:13.33
- 1995:  halve marathon van Vitry-sur-Seine - 1:11.03
- 1996: 4e halve marathon van Lissabon - 1:08.30
- 1998: 15e WK - 1:11.31
- 1999:  City-Pier-City Loop - 1:11.09
- 1999:  halve marathon van Bologna - 1:14.24
- 2000: 5e halve marathon van Egmond - 1:15.07
- 2000:  halve marathon van Napels - 1:12.27
- 2000: 5e halve marathon van Malmö - 1:09.00
- 2002:  halve marathon van Villa Lagarina - 1:13.21
- 2002: 30e WK in Brussel - 1:12.26
- 2002: 4e halve marathon van Udine - 1:09.27
- 2003:  halve marathon van Sorrento - 1:15.51

### marathon
- 1992: 6e marathon van Carpi - 2:38.13
- 1998: 5e marathon van Monte Carlo - 2:35.47
- 1999:  marathon van Busseto - 2:40.21
- 1999:  marathon van Turijn - 2:28.28
- 1999:  marathon van Carpi - 2:25.57
- 2000: 7e Londen Marathon - 2:26.12
- 2001:  marathon van Rome - 2:30.42
- 2002:  EK - 2:26.05

### veldlopen
- 1988: 73e WK (lange afstand) - 20.47
- 1991: 49e WK (lange afstand) - 21.42
- 1992: 35e WK (lange afstand) - 22.18
- 1994:  Italiaanse kamp. in Rome - 20.20
- 1994: 24e WK in Boedapest - 21.32